# Anna Lerinder
Anna Lerinder, född 29 juli 1970, är en svensk formgivare. 
Anna Lerinder gick på Nyckelviksskolan i Lidingö 1991–92 och på formlinjen på Beckmans designhögskola i Stockholm 1992–95 samt genomgick modellörsutbildningen på Formakademin i Lidköping 1995–96.
Hon arbetade som formgivare och modellör på Rörstrands Porslinsfabrik i Lidköping 1996–1997 och som assistent till Jonas Bohlin 1998–1999. Hon har därefter gjort formgivningsarbeten åt bland andra Rörstrand/Fiskars, Ikea, japanska porslinsfabriken Sakai Toki och Lidköpings porslinsfabrik. För Rörstrand har hon formgett Ostindia Floris, Svenska Rödlistan och Mlle Oiseau.
Hon var också lärare i design vid Designgymnasiet i Nacka 2005–06.
Hon utvaldes i januari 2016 att gestalta en av de nya planerade tunnelbanestationerna i Stockholmsregionen.

## Offentliga verk i urval
- Reflecting dreams, reliefkakel, 2013, över huvudentrén på Lidköpings stadsbibliotek
- Shining Shadow Avenue, reliefkakel, 2009, entré och fasaden till Jakobsgatan 6, Stockholm
- Moving Along, kakel, 2008–10, socklar till tre hus på Hägerstensvägen i Hägersten
- Rörelsen börjar i stillheten. De är båda del av samma flöde, reliefkakel, 2000, Södersjukhusets entré, Stockholm
- assistens vid genomförandet av Mia E. Göranssons Natur, keramiska reliefer och handglaserade klinkerplattor på väggarna i biljetthallen på Råcksta tunnelbanestation i Stockholm 2000-01